# Sofia Milatová
Sofia Milatová (* 8. November 2000) ist eine slowakische Tennisspielerin.

## Karriere
Milatová spielt überwiegend auf Turnieren der ITF Women’s World Tennis Tour, bei denen sie bislang aber noch keinen Titel gewonnen hat.
2016 spielte sie ihr erstes ITF-Turnier im August in Slovenska Lupca, verlor dort aber ihr erstes Match. 2017 spielte sie auch nur zwei Turniere im Februar und Juni, wo sie auch ihr erstes Match gewann, dann aber in der zweiten Runde verlor.
Ab Juni 2018 spielte sie regelmäßig ITF-Turniere und konnte bei den elf Teilnahmen schon dreimal ins Hauptfeld einziehen, wo sie dann aber regelmäßig die erste Runde verlor. Auch 2019 bis zum Beginn der Corona-Pandemie 2020 spielte sie regelmäßig ITF-Turniere, kam aber nie über die zweite Runde Hauptfeld hinaus. Ein erster Achtungserfolg gelang ihr im September 2019, als sie beim mit 25.000 US-Dollar dotierten Madainitennis Open als Lucky Loser ins Hauptfeld einziehen konnte, dort aber in der ersten Runde dann mit 1:6 und 0:6 an Emiliana Arango scheiterte. Im November 2020 erreichte sie ihr erstes Finale eines ITF-Turniers beim W15 in Pazardzhik, das sie mit 6:1, 0:6 und 2:6 gegen Erika Andrejewa verlor.
2021 konnte sie sich beim mit 60.000 US-Dollar dotierten World Tennis Tour W60 Open Araba en Femenino für das Hauptfeld qualifizieren, wo sie in der ersten Runde Junri Namigata mit 7:5, 0:6 und 6:4 besiegen konnte. In der zweiten Runde verlor sie dann gegen Ane Mintegi del Olmo mit 3:6, 6:1 und 2:6.
2022 erreichte sie bei einigen höherdotierten Turnieren das Hauptfeld, weshalb sie sich in der Weltrangliste im Juni auf Position 610 im Einzel und im September auf Position 765 verbessern konnte. In diesem Jahr trat sie auch in der deutschen 2. Tennis-Bundesliga für den TA Sindelfingen an.